# سینوسوئید
سینوسوئید یا سینوزوئید یا کاوک مانند (به انگلیسی: Sinusoid) به فضای کوچک و نامنظمی گفته می‌شود که دیواره‌های نازک داشته و شروع دستگاه سیاهرگی را در بعضی از اعضاء مانند طحال، کبد، مغز استخوان و بسیاری از غدد تشکیل می‌دهد.